# Телегуз Василь Іванович
Василь Іванович Телегуз — полковник Збройних Сил України, учасник російсько-української війни, що загинув у ході російського вторгнення в Україну в 2022 році.

## Життєпис
Василь Телегуз народився 1 січня 1964 року на Буковині у селі Старий Вовчинець, проживав у місті Сторожинець. Багато років ніс військову службу в різних військових частинах, мав практичні навички у використанні бронетанкової техніки. У серпні 2015 року його мобілізували до Збройних сил України як офіцера запасу, брав участь в антитерористичній операції на сході країни. З початком повномасштабного російського вторгнення в Україну був мобілізований та перебував на передовій. Ніс військову службу на посаді на посаді начальника відділу забезпечення та експлуатації наземних систем озброєння логістики військової частини А2393 ОК «Південь»/Operational Command «South». Отримав смертельні поранення 21 березня 2022 року разом з полковником Миколою Спендовським під час ворожого обстрілу околиць міста Снігурівка Баштанського району Миколаївської області, коли виконували бойове завдання. Після прощання з офіцерами 14 квітня 2022 року в Будинку офіцерів (м. Одеса) чин прощання відбувся 15 квітня в приміщенні Юності Підгір'я в місті Сторожинець. Поховали Василя Телегуза цього ж дня на  кладовищі у рідному селі.

## Нагороди
- Орден Богдана Хмельницького III ступеня (2022, посмертно) — за особисту мужність і самовіддані дії, виявлені у захисті державного суверенітету та територіальної цілісності України, вірність військовій присязі[7].